# كهوف مود
كهوف مود (بالإنجليزية: Mud Caves)‏؛ هي مجموعة من الكهوف التي تقع في مقاطعة سان دييغو في الولايات المتحدة.

## السياحة
تعد «كهوف مود» إحدى مواقع الجذب السياحي في مقاطعة سان دييغو في ولاية كاليفورنيا الأمريكية. وأدناه بعض الكهوف الموجودة هنا:
-كهف الطين الكبير: الكهف الوحيد المميز في معظم الخرائط.
-الكهف المخفي: من المستحيل العثور عليه بدون توجيهات دقيقة.
-كهف تشاسم: كهف شهير ذو نافذة سقفية جميلة.
-كهف كاري الكبير من الطين: أكبر كهف في أرويو.
-كهف حوض الغطس: كهف قصير ينتهي بغرفة مستديرة مذهلة تعلو أبراجك.
-كهف المنحدر: ذو مدخلٍ صغير يسهل تفويته.